# 2011년 미시시피강 홍수
2011년 미시시피 강 홍수는 2011년 4월과 5월에 내린 비로 인해, 미시시피강이 범람한 것을 말한다. 1927년 미시시피 강 홍수와 1993년 미시시피 강 홍수에 필적한다.

## 모간자 수로
2011년 5월 14일, 1973년 미시시피 강 홍수 이후 38년 만에 모간자 수로의 수문을 열었다.
수문개방 결정을 하기 전에, 미군당국은 4개의 홍수 시나리오를 연구했다. 모두 보닛카레여 수로(Bonnet Carré Spillway)의 수문을 개방해 100% 가동하는 것으로 가정했다.
미국 육군 공병대 2011년 루이지애나 홍수 시나리오
- 시나리오 1
- 시나리오 1a
- 시나리오 2
- 시나리오 3

- 시나리오 1: 모간자 수로 수문 50% 개방, 8,500 m3/s의 물을 우회시킬 수 있다.
- 시나리오 1a: 모간자 수로 수문 25% 개방, 4,200 m3/s의 물을 우회시킬 수 있다.
- 시나리오 2: 모간자 수로 개방 안함, Old River Control Structure 폐쇄해 미시시피 강 유속의 30% 수준 유지, 물을 추가적으로 우회시킬 수 없다.
- 시나리오 3: 모간자 수로 개방 안함, Old River Control Structure 개방, 4,200 m3/s의 물을 우회시킬 수 있다.

미시시피 강을 관리하는 미국 육군 공병대(USACE)는 인구 23만명의 배턴루지와 인구 120만명의 뉴올리언스 메트로폴리탄을 보호하기 위해, 모간자 수로의 수문 125개 중 1개를 2011년 5월 14일 개방했다. 인구가 상대적으로 적은 남서부 아차팔라야 강 쪽으로 방류된 물로 인해, 약 7,800km2의 땅이 침수되고 2만5,000명의 주민들이 영향을 받을 것으로 전망되었다. 이틀 후에는 수문 2개를 추가로 개방했다.
모간자 수로의 수문을 개방하지 않으면, 뉴올리언스 면적의 80%가 물에 잠겨서 1,500명가량이 목숨을 잃은 2005년 허리케인 카트리나를 웃도는 피해가 예상되었다. 재즈의 고향으로 알려져 있는, 인구 120만명의 뉴올리언스 메트로폴리탄은 루이지애나주의 최대도시이자 미국의 43번째 규모의 메트로폴리탄이다. 또한 8개의 정유시설과 최소 1개의 원자력발전소도 위험해 질 것으로 보았다. 미시시피 강 하류에는 엑슨모빌, 머피오일, 코노코필립스 등 미국 휘발유의 12%를 생산하는 석유 정제시설 등이 위치해 있다. 배턴루지에 하루 50만 배럴을 생산하는 정제시설을 갖춘 엑슨모빌은 일일 생산량 가운데 10만 배럴을 감산하고 미시시피 강 선창을 임시 폐쇄했다.
이 지역에는 한 달가량 폭우가 내렸다. 이번 폭우가 쉬지 않고 내렸다는 것은 아니지만, 한 달간의 폭우로 유명한 것은 노아의 방주다. 40일간 쉬지 않고 폭우가 내렸다고 알려져 있다.

## 같이 보기
- 모간자 수로
- 보닛카레여 수로